# Junus-bek Jevkurov
Junus-bek Bamatgirejevitj Jevkurov (ryska: Юнус-бек Баматгиреевич Евкуров), född 23 juli 1963, är den nuvarande presidenten i republiken Ingusjien i södra Ryssland, tillsatt av Medvedev den 30 oktober 2008. Följande dag röstade Ingusjiens parlament för tillsättningen och Jevkurov blev Ingusjiens tredje president.
Han är soldat, fallskärmsjägare, och Ryska federationens hjälte och har varit verksam i flera konflikter där Ryssland spelade en nyckelroll, däribland Kosovokriget (1999) samt första och andra Tjetjenienkrigen.

## Biografi

### Uppväxt
Jevkurov, som är etnisk ingusj, föddes 23 juli 1963 i en bondfamilj som ett av 12 barn. Han gick i samma skola som senare var platsen för gisslandramat i Beslan.

### Militärtjänst
Jevkurov skrevs in i Sovjetarmén 1982, och Stillahavsflottans marininfanteri. År 1989 gick han ut Rjazans skola för fallskärmstrupper. Jevkurov fortsatte sin militära utbildning och tog examen från Frunze militära akademi 1997 och från Generalstabens militära akademi 2004.
I juni 1999 var Jevkurov stationerad i den bosniska staden Ugljevik med de ryska fredsbevarande trupperna under SFOR:s överinseende. Den 12 juni ledde han en insatsstyrka på en snabb 500 km lång marsch, som syftade till att säkra Pristinas internationella flygplats före Nato-trupperna, och därmed säkerställa rysk närvaro i Kosovo efter Natos bombning av Jugoslavien.
Jevkurov har innehaft olika befälsställningar inom Ryska luftanfallstyrkorna och har deltagit i operationer i Nordkaukasien. Under det andra Tjetjenienkriget 2000 förde han befäl över Ryska gardets 217:e fallskärmsregemente. På ett rekognoseringsuppdrag hittade Jevkurovs grupp ett hus där ett antal ryska soldater hölls tillfångatagna. När de hade neutraliserat vakterna och tagit sig in i byggnaden omringades de av tjetjenska förstärkningar och hamnade i strid. De ryska trupperna lyckades bryta sig igenom inringningen medan Jevkurov gav täckning för att evakuera de sårade. Han bar personligen en soldat till säkerhet trots att han själv var sårad. 12 tillfångatagna soldater räddades. Den 13 april 2000 belönades Jevkurov för sitt mod med utmärkelsen Ryska federationens hjälte, landets högsta hederstitel.
År 2004 utsågs Jevkurov till vice befälhavare för underrättelsedivisionen i militärdistriktet Volga-Ural.

### Politisk karriär
Den 30 oktober 2008 efterträdde Jevkurov den mycket impopuläre Murat Ziazikov som president i Ingusjien. Avskedandet av Ziazikov och tillsättningen av Jevkurov möttes av stor entusiasm från den ingusjiska befolkningen.

### Mordförsök
Den 22 juni 2009 blev Jevkurov svårt skadad när en bilbomb träffade hans konvoj. Tre livvakter dog i attacken, samt Jevkurovs yngre bror, Uvais. Jevkurov fördes till sjukhus och hans tillstånd var länge oklart. Han överlevde dock attacken och är kvar på posten som Ingusjiens president.